# قتل داریوش سوم

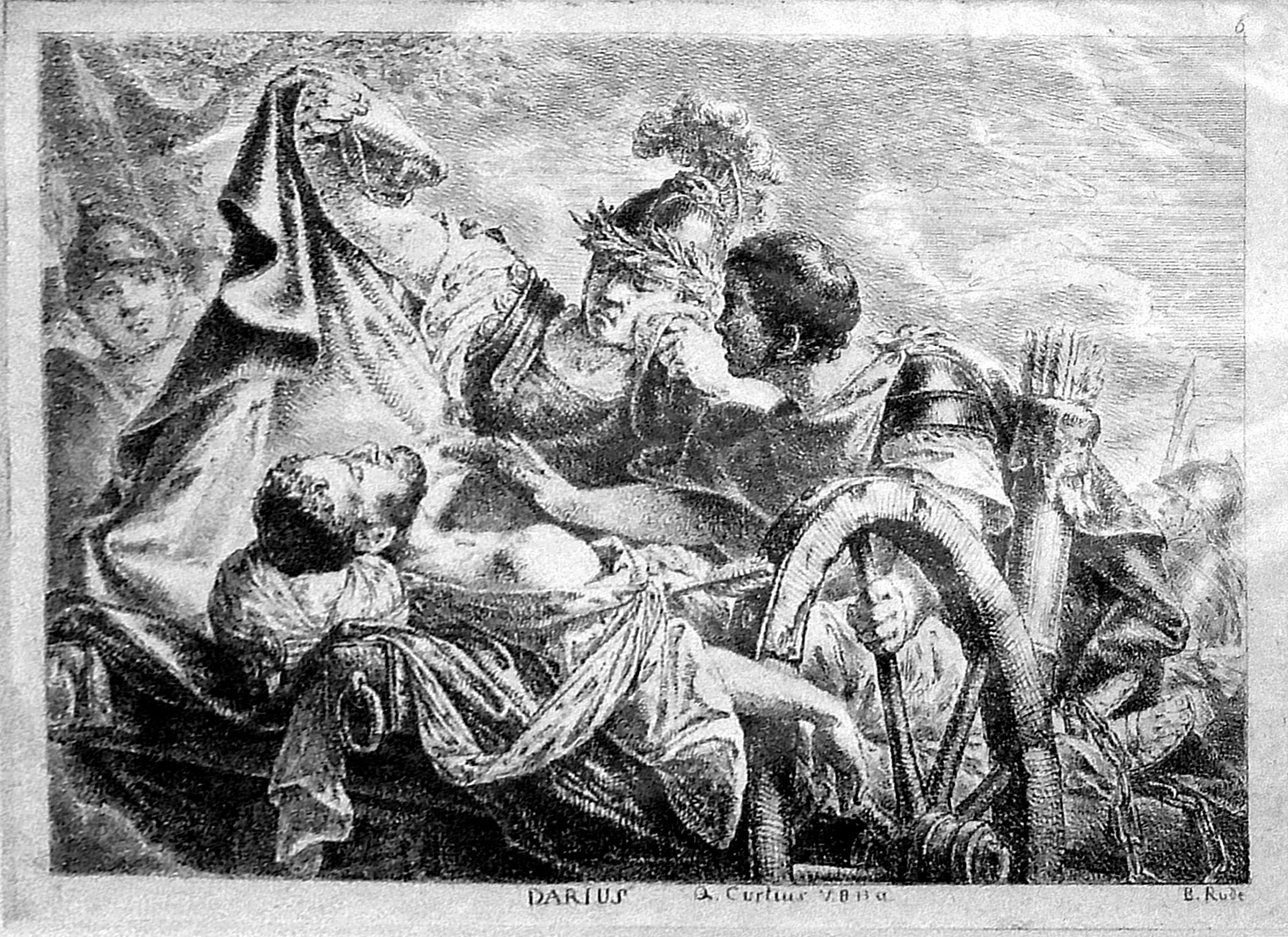
تصویری نقاشی شده از رسیدن اسکندر بر بالین داریوش

مرگ داریوش سوم به وقایع روزهای پایانی زندگی داریوش سوم آخرین شاهنشاه هخامنشی اشاره دارد.

## پیش‌زمینه
اسکندر مقدونی فرزند فیلیپ مقدونی پادشاه مقدونیه در بهار سال ۳۳۴ پیش از میلاد به قصد تسخیر مستملکات دولت هخامنشی روانهٔ ایران گردید و بالاخره با جنگ‌های متعدد از قبیل نبرد ایسوس در سال ۳۳۱ پیش از میلاد و نبرد گوگمل شهرهای بابل، شوش، تخت جمشید و سپس همدان را به تصرف درآورد.

## مرگ داریوش سوم
داریوش سوم پس از شکست در جنگ گوگمل جهت جمع‌آوری سپاه به ماد و سپس به طرف مشرق ایران (خراسان) رهسپار گردید.

### تعقیب و گریز
آریان مورخ یونانی در اینباره می‌نویسد، اسکندر مقدونی چون شنید که داریوش به ماد رفته بدنبال او شتافت. عقیدهٔ داریوش این بود که اسکندر در شوش و بابل توقف خواهد کرد و او ناظر حوادث خواهد بود. اگر اسکندر او را تعقیب کرد به پارت و گرگان و بلخ گریخته، این ممالک را عاری از آذوقه می‌کند تا اسکندر نتواند به تعقیب او بپردازد؛ بنابراین داریوش زنان و باروبنه و تمامی تجملات را که با خود داشت به دربند (دروازهٔ کاسپین) فرستاد. سپس خود او با لشکر کمی که توانست جمع کند، در همدان بماند. پس از آن اسکندر باروبنه خود را گذاشته با ارتش خود به سمت ماد رفت. در آنجا به او خبر دادند که داریوش گریخته است. اسکندر در همدان به پارمن‌ین فرمان داد که همه خزاین پارس را در این شهر گردآورند و هارپالوس را با شش هزار پیادهٔ مقدونی به حفاظت این خزانه گماشت سپس خود با سواره نظام زبدهٔ مقدونی و سپاهیان سبک اسلحه به قصد تعقیب داریوش حرکت کرد. اسکندر بخاطر سرعت حرکت بیمارهای بسیاری را در راه گذاشت و عدهٔ کثیری از اسبان او نیز تلف شدند. با وجود این به همان سرعت تاخته به ری رسید. روز بعد می‌توانست به دروازهٔ کاسپین (کَسپین) برسد. در این زمان داریوش از این دروازه گذشته بود ولی در این هنگام بسیاری از سپاهیان داریوش یا به خانه‌های خود برگشتند یا به اسکندر تسلیم شدند. چون اسکندر امید نداشت که به داریوش برسد، پنج روز در ری بماند و استراحت به سپاهیان داد و اگزی‌داتس را که داریوش اسیر گرفته و در شوش زنجیر کرده بود والی ماد کرد. پس از آن اسکندر با سپاهیان خود به طرف پارت راند و منزل اول را در دروازهٔ دریای خزر قرار داد روز دیگر از این دروازه گذشته داخل ولایتی شد که آباد بود و زراعت زیاد داشت (منظور خوار یا گرمسار فعلی) ولی چون شنید که بعد باید از بیابان خشک بگذرد سنوس را فرستاد تا علوفه و خواربار برای سپاهیان برگیرد.

### توطئهٔ دستگیری داریوش
در این احوال به اطلاع اسکندر رساندند که نبرزن که به سرداری هزار سوار با داریوش بود و بسوس والی بلخ و برازانت والی رخج و سیستان داریوش را توقیف کرده‌اند. اسکندر به محض شنیدن این خبر بهترین سپاهیان خود را برداشته، بی‌آنکه منتظر سنوس گردد، حرکت کرد و دستور داد که آهسته باقی قشون را عقب او حرکت دهند. قصد بازداشت‌کنندگان داریوش این بود که اگر اسکندر در تعقیب آنها موفق شد، داریوش را تسلیم کرده در ازای آن مورد حمایت اسکندر قرار گیرند و در صورتیکه اسکندر موفق به یافتن آنها نشد، ممالک را بین خودشان تقسیم کنند و در حفظ آن ضامن یکدیگر شوند و بسوس به‌طور موقت بر آنها ریاست داشت. اسکندر با وجود خستگی سپاهش تمام شب حرکت کرده روز دیگر به قصبه‌ای (احتمالاً سمنان) رسید که بسوس داریوش را در آنجا گرفته بود. ملن مترجم یونانی داریوش که به واسطهٔ بیماری در اینجا مانده‌بود چون دید اسکندر بدو رسیده به او پناهنده شد و تمام گزارش‌ها را برای وی بیان کرد.

### مرگ
اسکندر پس از استراحتی که به ارتش خود داد به تعقیب بسوس پرداخت. در این احوال بسوس و همدستانش داریوش را با خودشان می‌بردند و همینکه دیدند اسکندر در نزدیکی آنهاست ساتی برزن و برازانت زخم‌های مهلکی به او زده و او را در حال نزغ گذاشته با ششصد سوار فرار کردند. وقتی اسکندر به داریوش رسید، داریوش درگذشته بود. کنت کورث آورده‌است که وقتی اسکندر بر سر جنازهٔ داریوش رسید به حال دلخراش این شاه مقتدر رقت آورد و بگریست. بعد ردای خود را کنده روی پیکر او انداخت و امر کرد که با احترامات زیاد داریوش را حرکت داده و به مقبرهٔ شاهان هخامنشی که در پارس بود ببرند و در آنجا در جوار قبور نیاکانش دفن کنند اما برخی از مورخان نوشته‌اند که هنوز داریوش نفس می‌کشید و آخرین حرف او این بود که اسکندر قاتل را مجازات کند. گمان قوی وجود دارد که مرگ داریوش در نزدیکی شاهرود امروزی بوده‌است. یوستین گوید بنا بود که داریوش در خاک قومی کشته شود که تجدید حیات را برای آن قوم به ارمغان آورد و مقصود دولت بزرگ پارت است که بعدها تأسیس شد و به اشکانیان معروف گردید.